# Anchomanes
- Commons
- Wikispecies

Anchomanes Schott  é um género botânico da família das aráceas.

## Espécies
- Anchomanes abbreviatus
- Anchomanes boehmii
- Anchomanes dalzielii
- Anchomanes difformis
- Anchomanes dubius
- Anchomanes giganteus
- Anchomanes hookeri
- Anchomanes nigritianus
- Anchomanes obtusus
- Anchomanes petiolatus
- Anchomanes welwitschii